# Замок Штайн (Саксония)
Замок Штайн (нем. Burg Stein, также Burg und Schloss Stein) — крупный средневековый замок в немецком городе Хартенштайн в федеральной земле Саксония. Строение, располагающееся на скалистом берегу реки Цвиккауэр-Мульде, было возведено около 1200 года в период немецкого расселения на восток, и в течение длительного времени (вплоть до 1924 года) контролировало речную переправу. В настоящее время принадлежит представителям дворянского рода Шёнбургов.

## Описание
Старейшая часть ансамбля, Верхний замок постройки XIII века представляет собой выстроенный на вершине скалы круглый бергфрид (главная башня) с паласом (главный жилой дом) и окружающей их оборонительной стеной. Постройки этого времени несут на себе сильный отпечаток романской архитектуры.
Привлекающая внимание башня с остроконечной крышей в Нижнем замке была выстроена в XIV веке, остальные здания — в конце XV века; в XVI веке был надстроен бергфрид.

## История
Замок был впервые письменно упомянут в 1233 году, и, как и всё графство Хартенштайн, подчинялся бургграфам Мейсена. Первыми владельцами и обитателями замка были представители низшего дворянства, в XIV веке неоднократно замеченные в разбойных нападениях.
С 1406 года Штайн был пожалован дворянскому роду Шёнбургов и их вассалам. В 1455 году тогдашний владелец замка Кунц фон Кауфунген (нем. Kunz von Kauffungen, 1410—1455), бургфогт Альтенбурга, стал главным героем неудачного Похищения саксонских принцев Эрнста и Альбрехта, стоившего ему жизни.
В 1732 году Нижний замок был практически уничтожен крупным пожаром; вслед за чем последовало его частичное восстановление и перестройка в 1846 году.
В ходе земельной реформы 1945 года замок был национализирован, и в 1954 году здесь открылся музей. При этом в Нижнем замке был размещён дом отдыха.
С 1996 года замок вместе с окружающими его лесными угодьями находится в частном владении Альфреда фон Шёнбург-Хартенштайна, и частично открыт для посещения.

## Галерея

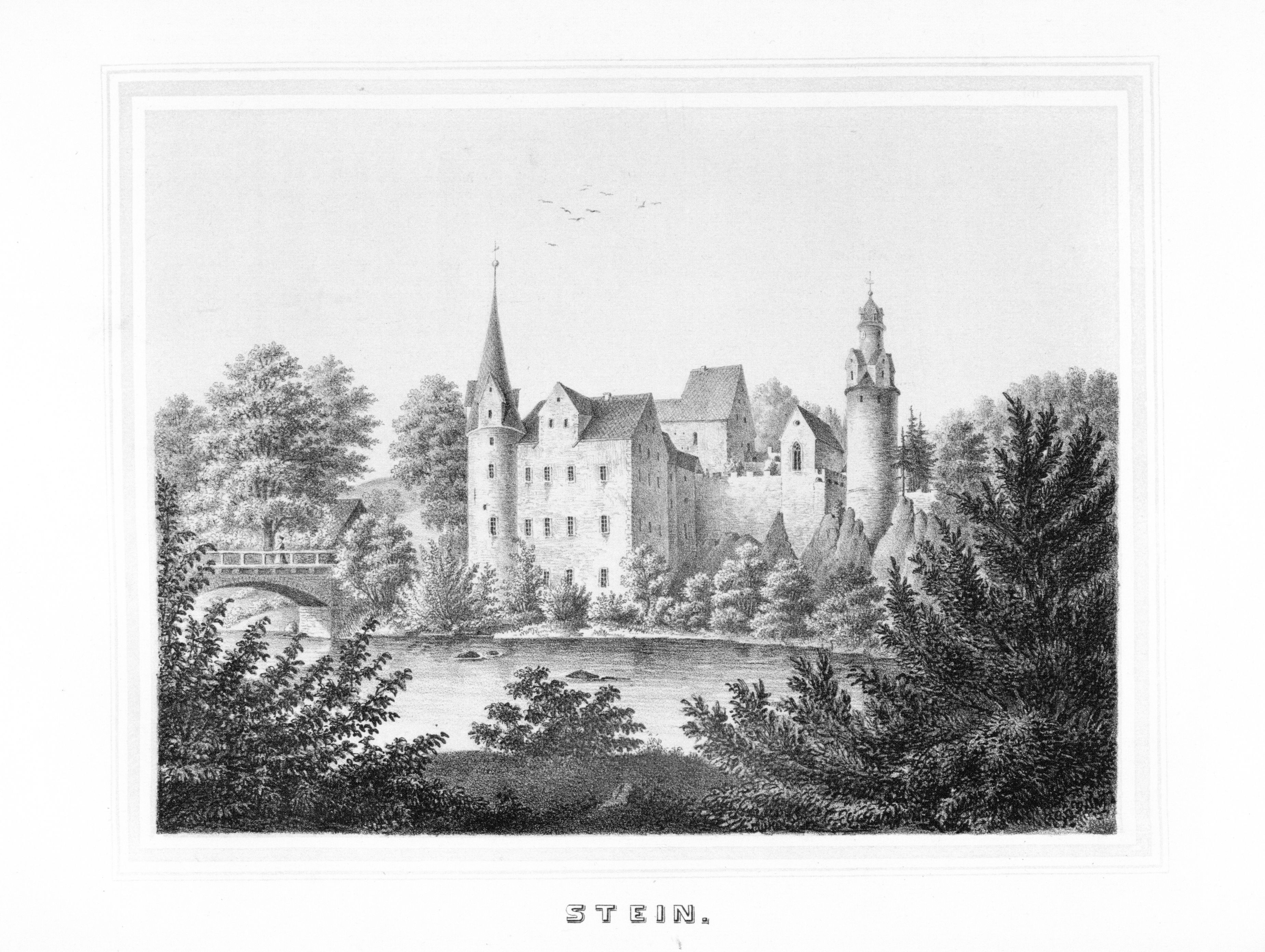
Замок на гравюре 1856 года
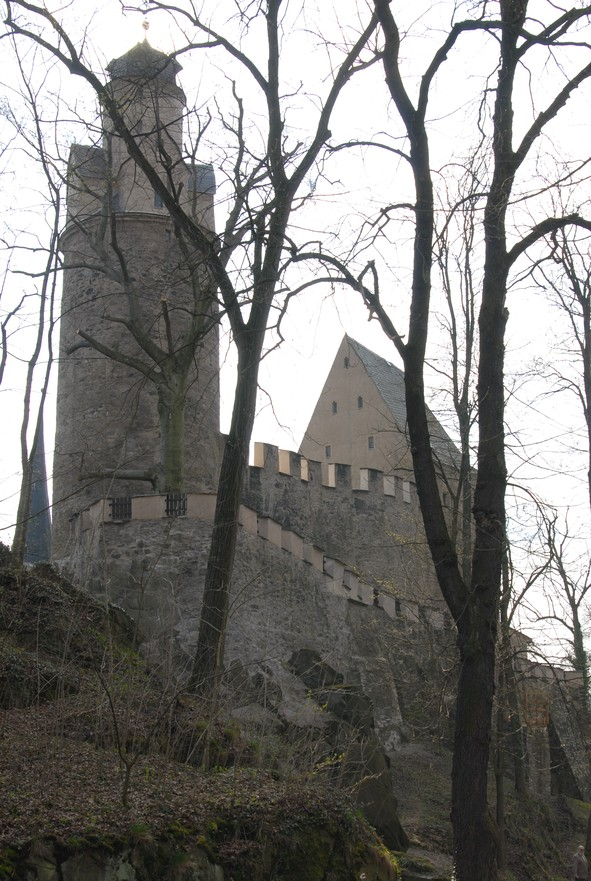
Вид на Верхний замок - старейшую часть ансамбля
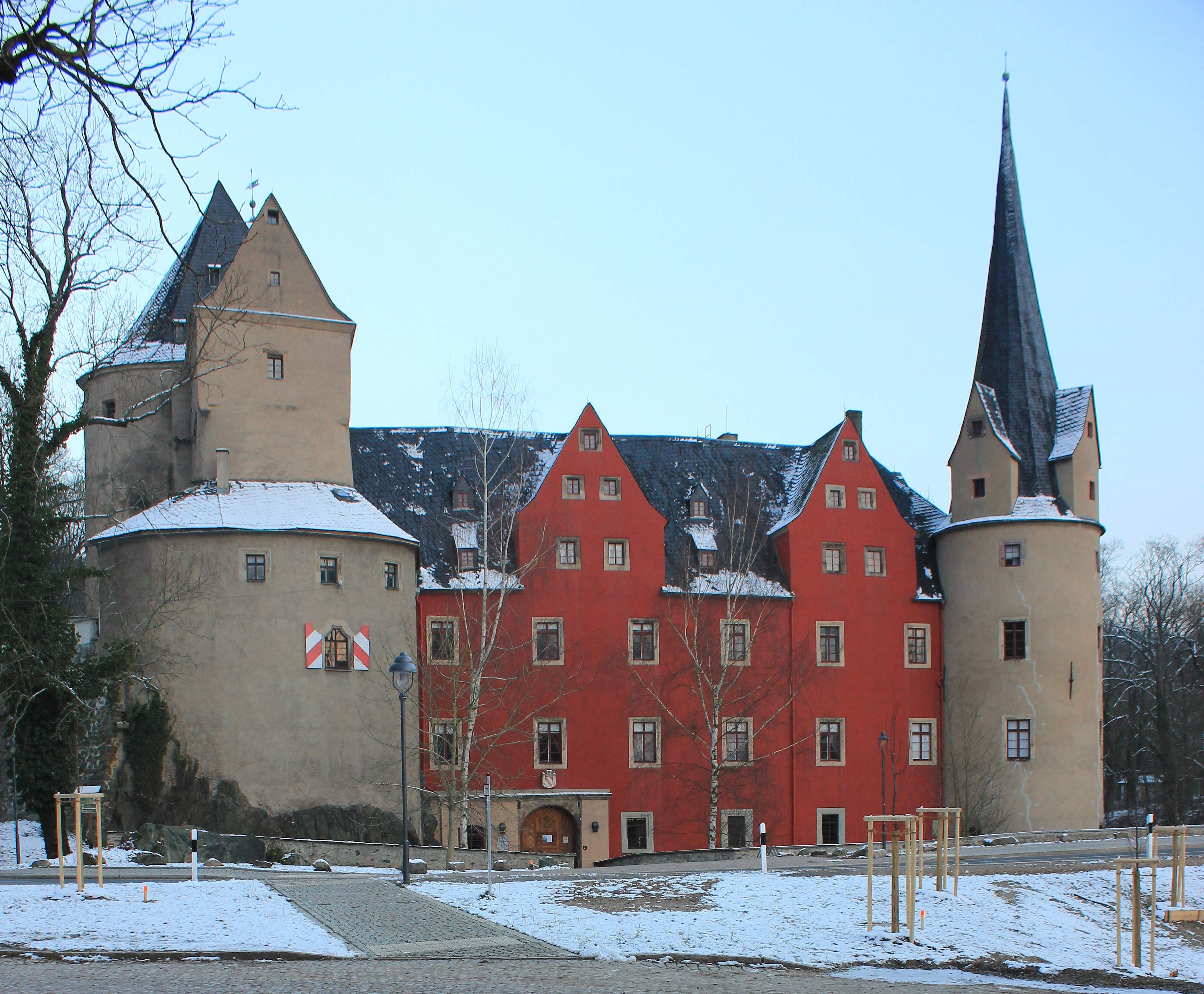
Нижний замок
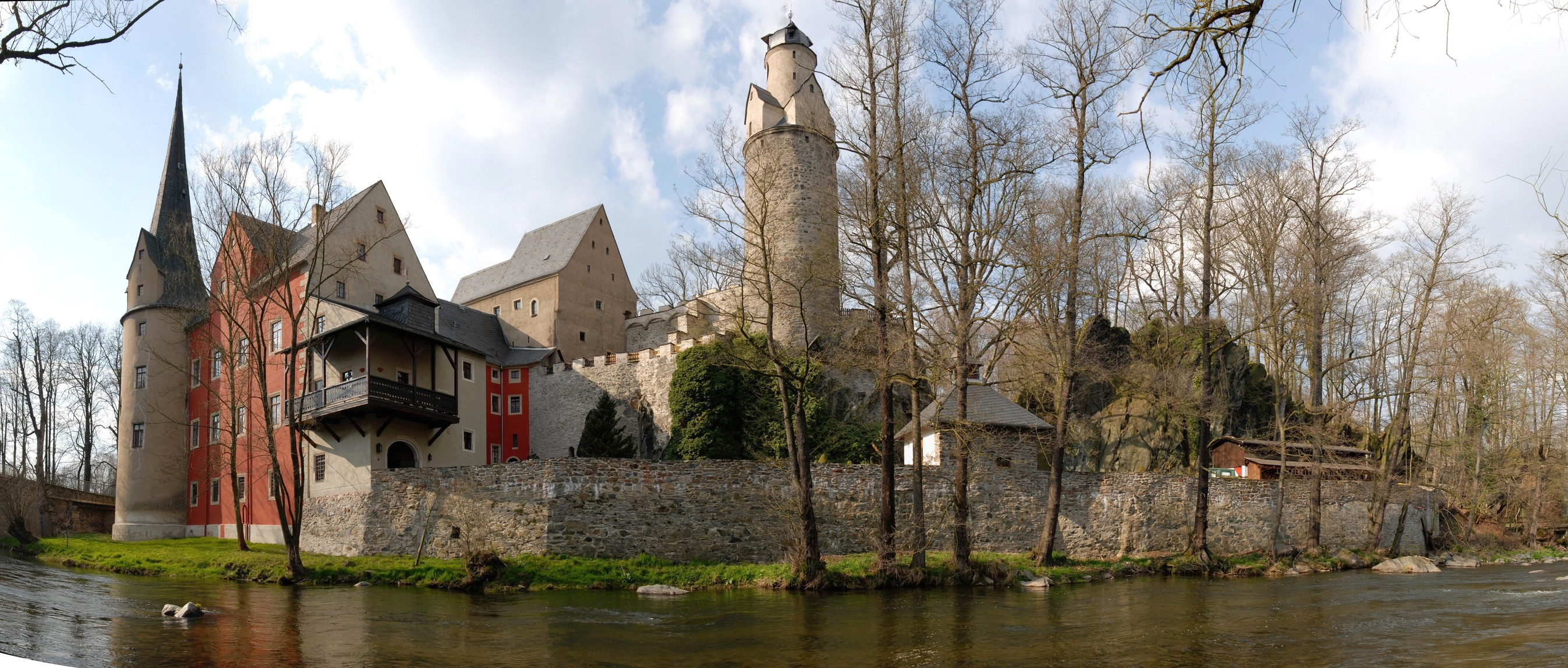
Общий вид
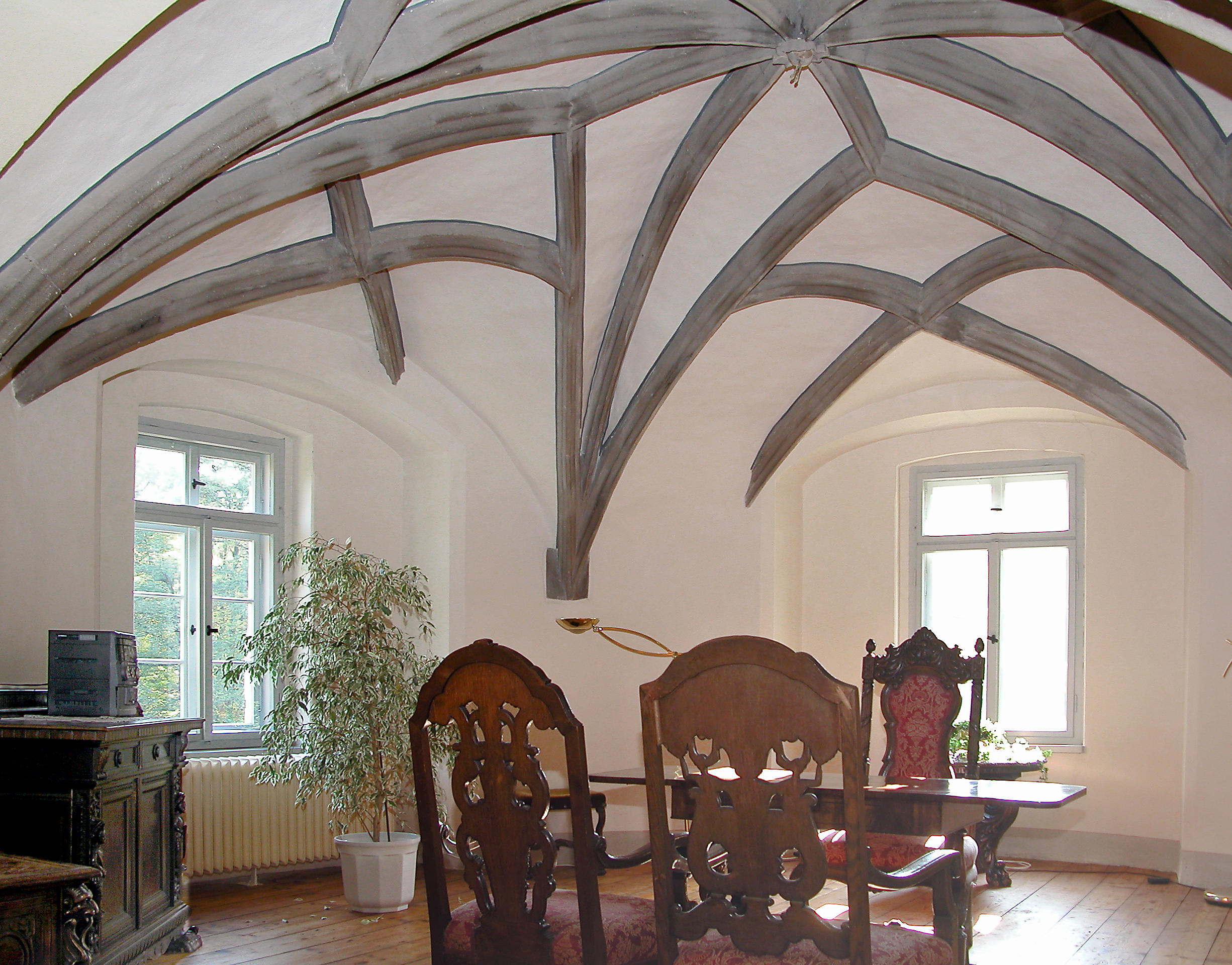
Нервюрный свод XVI века внутри замка